# Arturo Issel
Arturo Issel, italijanski geolog, paleontolog in malakolog, * 11. april 1842, Genova, † 27. november 1922, Genova.